# Yorima
Genre
Yorima est un genre d'araignées aranéomorphes de la famille des Cybaeidae.

## Distribution
Les espèces de ce genre se rencontrent aux États-Unis en Californie et à Cuba.

## Liste des espèces
Selon World Spider Catalog (version 18.5, 14/11/2017) :
- Yorima albida Roth, 1956
- Yorima angelica Roth, 1956
- Yorima antillana (Bryant, 1940)
- Yorima flava (Chamberlin & Ivie, 1937)
- Yorima sequoiae (Chamberlin & Ivie, 1937)
- Yorima subflava Chamberlin & Ivie, 1942

## Publication originale
- Chamberlin & Ivie, 1942 : A hundred new species of American spiders. Bulletin of the University of Utah, vol. 32, no 13, p. 1-117.